# 效度的錯覺
效度错觉是一种认知偏差，是指人們在分析一组数据时往往會高估他们预测结果的能力。  Amos Tversky和Daniel Kahneman在他们1973年發表的论文“预测心理学”中首次提到了這種概念。